# 美麗週日
美麗週日（日语：マーベラスサンデー），是日本純種競賽馬匹。生涯活躍於中距離賽事，曾於1997年贏得寶塚紀念冠軍。

## 出賽前
1992年5月31日出生於北海道新冠町早田牧場新冠分場，成長途中被馬主笹原貞生購入。
1994年3月交由栗東訓練中心練馬師大澤真訓練。

## 競賽生涯

### 4歲（現3歲）
1995 年2月4日出戰京都競馬場的4歲新馬戰，於武豐策騎下以2 1/2馬位獲得首勝。
3月出戰條件戰雪柳賞再次以輕鬆姿態獲得第一。
其後陣營以經典三冠賽事爲目標，並打算安排其出戰每日盃。然而於賽前被發現右膝蓋位置骨折，需要進入休養。

### 5歲（現4歲）
1996年4月復出出戰條件戰明石特別，但於比賽途中處於不利狀態下以第四完賽。
5月出戰兩場鴨川特別及桶狹間錦標，均於成功發揮末腳下取得勝利。
6月1日出戰三級賽葉森盃，比賽途中成功由中團追走並進佔領先位置，進入直路後繼續保持速度下以1/2馬位率先衝線，奪得分級賽冠軍。
其後出戰札幌紀念，再次施展恐怖的末腳速度於直路上抵擋後上馬的追擊，成功以頸位壓過對手奪冠。
9月8日出戰朝日挑戰盃，本次比賽其改爲於先頭推進，但於直路上仍然可以跑出全場第二快末腳，以3/4馬位優秀獲得冠軍。
10月6日出戰京都大賞典，比賽途中以輕鬆的姿態奪得勝利。
其後出戰秋季天皇賞，因其此前六連勝、分級賽四連勝的優秀戰績，僅次於櫻花桂冠獲得第二人氣。比賽開始後，其於中團位置追走，並於比賽途中一直保持穩定的節奏。進入直路後，其隨即加速衝刺，但並未成功追上前方一早衝出的吹波糖及摩耶重炮，後又被櫻花桂冠超越，最終獲得第四。
12月22日出戰有馬紀念，緊隨櫻花桂冠及摩耶重炮獲得第三人氣。比賽開始後，其於先頭位置推進，通過第四彎道時進佔良好位置。進入直路後，其隨即加速並一度取得領先，然而後方的櫻花桂冠以更凌厲的勢頭衝刺，最終美麗週日被對手超越並拋離2 1/2馬位落敗得第二。

### 6歲（現5歲）
1997年首戰爲產經大阪盃，並於其中輕鬆獲勝。
其後出戰春季天皇賞，再次與櫻花桂冠及摩耶重炮決戰。比賽開始後，其繼續於中團靠後位置推進，並於比賽途中不斷爬升至第二的位置。進入直路後，其和一同衝出的櫻花桂冠展開纏鬥，但此時後方的摩野重炮以極恐怖的末腳速度衝刺，最終兩駒相繼被摩耶重炮超越落敗，以美麗週日則再落後櫻花桂冠1/2馬位獲得第三。順帶一提，本場比賽包括其在內的頭六匹賽駒均跑出打破世界草地3200米賽道紀錄的時間，以頭馬摩耶重炮更以3分14.4秒的時間將米浴於1993年春季天皇賞所創造的紀錄推前2.7秒，因而本賽事作爲日本賽馬史上的名勝負獲得極高評價。
7月6日出戰寶塚紀念，由於摩野重炮放草備戰秋季賽事，櫻花桂冠遠征法國，於老對手缺席下成功獲得第一人氣。比賽開始後，其於後方推進，保持穩定的節奏等待時機。通過第三彎道後，其開始發力慢慢爬升，並於通過第四彎道時經已處於前方。進入直路後，其隨即加速衝刺並成功超越前方的吹波糖，以頸位優勢獲得首個一級賽冠軍。
然而賽後診斷發現其於比賽中發生骨折，第三度進入休養狀態並避戰日本盃。
12月復出出戰有馬紀念，因於春季的優秀表現以獲得第一人氣。比賽開始後，其於後方位置推進，並於通過第四彎道前開始爬升。進入直路後，其處於有利位置並繼續加速，但最終被處於大外檔的後上馬御用律師超越獲得第二。
年末，其於評選中成功以113票當選最佳5歲及以上雄馬。
其後陣營原本安排其於1998年繼續出戰比賽，但於訓練時發現其右前腳患有肌腱炎，最終慎重考慮下決定安排其退役。

### 詳細賽績
| 日期       | 舉辦國家 | 馬場 | 距離   | 級別 | 賽事名稱   | 負重 | 騎師 | 馬號 | 出馬 | 名次 | 時間   | 頭馬（二馬）         |
| ---------- | -------- | ---- | ------ | ---- | ---------- | ---- | ---- | ---- | ---- | ---- | ------ | -------------------- |
| 4/2/1995   | 日本     | 京都 | 泥1800 |      | 4歲新馬    | 55   | 武豐 | 2    | 11   | 1    | 1.55.8 | （Yagura Graviton）  |
| 5/3/1995   | 日本     | 京都 | 草2000 |      | 雪柳賞     | 55   | 武豐 | 13   | 13   | 1    | 2.02.6 | （Daitaku Surgeon）  |
| 13/4/1996  | 日本     | 阪神 | 草2000 |      | 明石特別   | 56   | 武豐 | 6    | 15   | 4    | 2.01.5 | Miller's Eight       |
| 5/5/1996   | 日本     | 京都 | 草1800 |      | 鴨川特別   | 56   | 武豐 | 2    | 10   | 1    | 1.48.1 | （First Sonia）      |
| 18/5/1996  | 日本     | 中京 | 草1800 |      | 桶狭間錦標 | 56.5 | 武豐 | 2    | 12   | 1    | 1.48.3 | （Nishino Daio）     |
| 1/6/1996   | 日本     | 東京 | 草1800 | GIII | 葉森盃     | 57   | 武豐 | 10   | 14   | 1    | 1.45.7 | （Yu Sensho）        |
| 30/6/1996  | 日本     | 札幌 | 草2000 | GIII | 札幌記念   | 58   | 武豐 | 13   | 14   | 1    | 2.01.6 | （Maillot Jaune）    |
| 8/9/1996   | 日本     | 阪神 | 草2000 | GIII | 朝日挑戰盃 | 57   | 武豐 | 1    | 11   | 1    | 1.59.5 | （Star Man）         |
| 6/10/1996  | 日本     | 京都 | 草2400 | GII  | 京都大賞典 | 57   | 武豐 | 5    | 14   | 1    | 2.25.1 | （Minamoto Marinos） |
| 27/10/1996 | 日本     | 東京 | 草2000 | GI   | 秋季天皇賞 | 58   | 武豐 | 11   | 17   | 4    | 1.58.9 | 吹波糖               |
| 22/12/1996 | 日本     | 中山 | 草2500 | GI   | 有馬紀念   | 57   | 武豐 | 11   | 14   | 2    | 2.34.2 | 櫻花桂冠             |
| 30/3/1997  | 日本     | 阪神 | 草2000 | GII  | 產經大阪盃 | 58   | 武豐 | 1    | 19   | 1    | 2.02.0 | （Yutosei）          |
| 27/4/1997  | 日本     | 京都 | 草3200 | GI   | 春季天皇賞 | 58   | 武豐 | 14   | 16   | 3    | 3.14.7 | 摩耶重炮             |
| 6/7/1997   | 日本     | 阪神 | 草2200 | GI   | 寶塚紀念   | 58   | 武豐 | 8    | 12   | 1    | 2.11.9 | （吹波糖）           |
| 21/12/1997 | 日本     | 中山 | 草2500 | GI   | 有馬紀念   | 56   | 武豐 | 3    | 16   | 2    | 2.34.8 | 御用律師             |

## 退役後
退役後，美麗週日成爲了配種馬，於北海道新冠町CB Stud休養，在1998年進行配種。首批子嗣於1999年出賽。首批子嗣可於2001年出賽。2004年1月18日，Silk Famous在日經新春盃取勝，成爲首匹勝出分級賽的子嗣。2008年12月27日，King Joy於中山大障礙取勝，成爲首匹勝出一級賽的美麗週日子嗣。
2003年CB Stud因經營不善倒閉，其被轉移至同町的優駿Stallion Station。
2012年由配種馬退役，被轉移至北海道日高町大西牧場以功勞馬身份養老。
2014年一度重返優駿Stallion Station短暫配種，並於此配種季結束後再次返回大西牧場養老。
2016年3月24日再度被轉移至北海道新日高町織田米晴牧場繼續進行養老生活。
2016年6月30日因衰老死亡，享年24歲。

### 主要子嗣

#### 一級賽優勝子嗣
粗體字為一級賽
2002年生
- King Joy（京都跳欄賽、兩次中山大障礙）

2008年生
- Marvelous Kaiser（中山大障礙）

#### 分級賽優勝子嗣
1999年生
- Silk Famous（日經新春盃、京都紀念、美國賽馬會盃）
- Loverly Frigg（海洋盃）

2003年生
- 永通達（日經賞、兩次美國賽馬會盃）

2004年生
- Don Gracias（小倉夏季跳欄錦標）

2005年生
- 醒目快駒（中日新聞盃）
- Rush Street（佐賀紀念）

2006年生
- Sunny Sunday（福島紀念）

2012年生
- 猛力進攻（小倉紀念、新潟紀念）

2013年生
- 守衛犬（京都跳欄錦標）

## 血統簡介
父系週日寧靜是美國三冠賽雙軍馬，退役後在日本配種，在日本馬壇相當成功，贏得多項分級賽事，其子嗣贏得巨額獎金。連續12年成為日本冠軍種馬。祖父Halo爲美國賽駒，曾贏得一級賽冠軍，爲美國冠軍種馬。
母系Momiji Dancer爲日本賽駒，生涯戰績不佳僅得兩勝。外祖父Viceregal爲加拿大生產的美國賽駒，生涯戰績不俗，出戰九場賽事僅得一敗。

### 血統表
| 父線：週日寧靜系（Halo系）                  |                             |                 |               |
| 種馬 週日寧靜 1986年（棕色）                | Halo 1969年（棕色）         | Hail to Reason  | Turn-to       |
| 種馬 週日寧靜 1986年（棕色）                | Halo 1969年（棕色）         | Hail to Reason  | Nothirdchance |
| 種馬 週日寧靜 1986年（棕色）                | Halo 1969年（棕色）         | Cosmah          | Cosmic Bomb   |
| 種馬 週日寧靜 1986年（棕色）                | Halo 1969年（棕色）         | Cosmah          | Almahmoud     |
| 種馬 週日寧靜 1986年（棕色）                | Wishing Well 1975年（棗色） | Understanding   | Promised Land |
| 種馬 週日寧靜 1986年（棕色）                | Wishing Well 1975年（棗色） | Understanding   | Pretty Ways   |
| 種馬 週日寧靜 1986年（棕色）                | Wishing Well 1975年（棗色） | Mountain Flower | Montparnasse  |
| 種馬 週日寧靜 1986年（棕色）                | Wishing Well 1975年（棗色） | Mountain Flower | Edelweiss     |
| 繁殖雌馬 Momiji Dancer 1980年（栗色）       | Viceregal 1966年（栗色）    | 北地舞人        | 新北區        |
| 繁殖雌馬 Momiji Dancer 1980年（栗色）       | Viceregal 1966年（栗色）    | 北地舞人        | Natalma       |
| 繁殖雌馬 Momiji Dancer 1980年（栗色）       | Viceregal 1966年（栗色）    | Victoria Regina | Menertrier    |
| 繁殖雌馬 Momiji Dancer 1980年（栗色）       | Viceregal 1966年（栗色）    | Victoria Regina | Victoriana    |
| 繁殖雌馬 Momiji Dancer 1980年（栗色）       | Momigi 1972年（栗色）       | Laugh Aloud     | Tom Fool      |
| 繁殖雌馬 Momiji Dancer 1980年（栗色）       | Momigi 1972年（栗色）       | Laugh Aloud     | Gloria Nicky  |
| 繁殖雌馬 Momiji Dancer 1980年（栗色）       | Momigi 1972年（栗色）       | Hold Me Close   | 天才舞者      |
| 繁殖雌馬 Momiji Dancer 1980年（栗色）       | Momigi 1972年（栗色）       | Hold Me Close   | Sticky Case   |
| 雌系：號族：9-h                             |                             |                 |               |
| 五代內近親交配：Almahmoud 4×5、天才舞者 5×4 |                             |                 |               |

## 命名由來
名字中，Marvelous（マーベラス）是馬主笹原貞生的冠名，帶有「美麗」的意思，Sunday（サンデー）就是「週日」，繼承自父系週日寧靜的名字。

## 外部連結
- 美麗週日 netkeiba.com （页面存档备份，存于）
- 血統表 （页面存档备份，存于）